# Ectatosticta shennongjiaensis
Espèce
Ectatosticta shennongjiaensis est une espèce d'araignées aranéomorphes de la famille des Hypochilidae.

## Distribution
Cette espèce est endémique de Chine. Elle se rencontre au Hubei dans le district forestier de Shennongjia et à Chongqing dans le xian de Wushan.

## Description
Le mâle holotype mesure 13,45 mm et la femelle paratype 17,97 mm.

## Étymologie
Son nom d'espèce, composé de shennongjia et du suffixe latin -ensis, « qui vit dans, qui habite », lui a été donné en référence au lieu de sa découverte, le district forestier de Shennongjia.

## Publication originale
- Wang, Zhao, Irfan & Zhang, 2021 : « Review of the spider genus Ectatosticta Simon, 1892 (Araneae: Hypochilidae) with description of four new species from China. » Zootaxa, no 5016(4), p. 523-542.